# Heinrich von Rosenzweig
Heinrich Gustav Adolf von Rosenzweig (* 22. Juli 1821 in Danzig; † 4. März 1893 in Potsdam) war ein preußischer General der Infanterie.

## Leben

### Herkunft
Heinrich war ein Sohn des preußischen Majors der Artillerie Ludwig von Rosenzweig (1782–1860) und dessen Ehefrau Henriette, geborene von Goldbeck (1778–1822).

### Militärkarriere
Nach dem Besuch der Kadettenhäuser in Kulm und Berlin wurde Rosenzweig am 15. August 1838 als Portepeefähnrich dem 13. Infanterie-Regiment der Preußischen Armee überwiesen und avancierte bis Mitte Juni 1840 zum Sekondeleutnant. Zur weiteren Ausbildung absolvierte er ab Oktober 1844 für drei Jahre die Allgemeine Kriegsschule. Ab Oktober 1848 war er Adjutant des II. Bataillons. Während der Mobilmachung anlässlich des Feldzuges gegen Dänemark wurde Rosenzweig als Adjutant der 2. mobilen Brigade nach Schleswig und Holstein kommandiert. Dort nahm er an den Gefechten bei Alminde, Viuf und Vejle teil. Anschließend erfolgte am 18. August 1849 seine Kommandierung als stellvertretender Adjutant zum Generalkommando des VII. Armee-Korps. Daran schlossen sich ab Mitte Februar 1850 Kommandierungen als Adjutant der 13. Landwehr-Brigade sowie als Lehrer an der Vereinigten Divisionsschule der 13. und 14. Division an. Nach einer weiteren, kurzzeitigen Kommandierung als Adjutant der 25. Infanterie-Brigade wurde Rosenzweig am 11. Mai 1852 von diesem Kommando entbunden und Ende des Monats bis Anfang März 1853 zur Topographischen Abteilung des Großen Generalstabes kommandiert. Als Premierleutnant war Rosenzweig ab Oktober 1855 für einen Monat Kompanieführer beim I. Bataillon im 13. Landwehr-Regiment und anschließend in gleicher Eigenschaft beim 7. kombinierten Reserve-Bataillon. Er stieg Mitte September 1856 zum Hauptmann auf und wurde am 12. Juli 1858 zum Kompaniechef in seinem Stammregiment ernannt.
Am 8. Mai 1860 erfolgte seine Kommandierung als Kompanieführer zum 13. kombinierten Infanterie-Regiment, aus dem sich zum 1. Juli 1860 das 5. Westfälische Infanterie-Regiment Nr. 53 formierte. Rosenzweig erhielt das Kommando über die 9. Kompanie, die er 1864 im Krieg gegen Dänemark bis zu seiner schweren Verwundung bei der Belagerung und Erstürmung der Düppeler Schanzen führte. Er wurde mit dem Kronen-Orden III. Klasse mit Schwertern ausgezeichnet und stieg Anfang Juni 1864 zum Major auf. Nach dem Friedensschluss wurde er am 18. August 1865 Kommandeur des II. Bataillons und am 4. April 1866 Kommandeur des Füsilier-Bataillons. Während des Deutschen Krieges führte er dieses Bataillon 1866 bei der Mainarmee in den Kämpfen bei Dermbach, Neidhardshausen und Zella, Kissingen, Waldaschaff, Aschaffenburg, Tauberbischofsheim und Gerchsheim sowie der Beschießung von Würzburg. Für sein Wirken mit dem Roten Adlerorden IV. Klasse mit Schwertern ausgezeichnet, wurde Rosenzweig Ende März 1868 zum Oberstleutnant befördert.
Für die Dauer der Mobilmachung anlässlich des Krieges gegen Frankreich erhielt Rosenzweig das Kommando über das 2. Rheinische Infanterie-Regiment Nr. 28. Als Oberst führte er diesen Verband bei Gravelotte, Amiens, an der Hallue, bei Berteaucourt, Arras, Saint-Quentin sowie vor Metz und Péronne. Ausgezeichnet mit beiden Klassen des Eisernen Kreuzes wurde er am 29. März 1871 für das Friedensverhältnis zum Regimentskommandeur ernannt. Unter Stellung à la suite seines Regiments beauftragte man ihn am 15. September 1875 mit der Führung der 36. Infanterie-Brigade in Rendsburg, ernannte ihn am 15. Oktober 1874 zum Kommandeur dieser Brigade und beförderte ihn Ende des Monats zum Generalmajor. Am 9. Oktober 1880 mit der Führung der 4. Division in Bromberg beauftragt, wurde Rosenzweig am 18. Oktober 1880 zum Divisionskommandeur ernannt und in dieser Eigenschaft Mitte November 1880 zum Generalleutnant befördert. Anlässlich des Ordensfestes erhielt er im Januar 1883 den Stern zum Roten Adlerorden II. Klasse mit Eichenlaub und Schwertern am Ringe und wurde am 17. Oktober 1883 als Gouverneur nach Köln versetzt. Dort erhielt er am 23. September 1884 den Kronen-Orden I. Klasse mit Schwertern am Ringe. Unter Verleihung des Charakters als General der Infanterie wurde Rosenzweig am 18. Januar 1887 mit Pension zur Disposition gestellt. Er starb am 4. März 1893 in Potsdam.

### Familie
Rosenzweig heiratete am 10. Januar 1863 in Münster Elisabeth von Natzmer (1842–1863), Tochter des preußischen Generalleutnants Adolf von Natzmer. Nach ihrem frühen Tod heiratete er am 18. März 1868 in Potsdam deren ältere Schwester Anna (1839–1893). Aus dieser Ehe ging die Tochter Elisabeth (* 1869) hervor.